# Yoichi Doi
Yoichi Doi (n. 25 iulie 1973) este un fost fotbalist japonez.

## Statistici
| Japonia | Japonia | Japonia |
| An      | Meciuri | Goluri  |
| ------- | ------- | ------- |
| 2004    | 2       | 0       |
| 2005    | 2       | 0       |
| Total   | 4       | 0       |